# Louis Thomas Villaret de Joyeuse
Louis Thomas Villaret de Joyeuse (Auch, 23 gennaio 1747 – Venezia, 24 luglio 1812) è stato un ammiraglio francese.

## I primi anni
Louis Thomas Villaret de Joyeuse nacque a Auch, nel cuore della Guascogna. La famiglia Villaret de Joyeuse era una famiglia nobiliare minore proveniente dalla Linguadoca. Louis originariamente entrò a far parte della "gendarme du roi", ma dovette lasciarla all'età di 16 anni per aver ucciso uno dei suoi commilitoni in duello.
Non riuscì a entrare nelle scuole navali d'élite; entrò nella marina come voluntaire (volontario) nel 1768. Nel 1773 fu luogotenente sulla nave Atalante nell'Oceano Indiano. Nel 1778 si distinse durante l'assedio di Pondicherry, guadagnando il rango di capitaine de brûlot.
Fu in seguito al servizio di Suffren, che gli affidò il commando della fregata Bellone in seguito alla battaglia di Cuddalore. Venne in seguito trasferito sulla fregata La Dauphine, e divenne primo ufficiale a bordo del vascello di Suffren Le Brillant.
Nel 1782, Suffren lo promosse a suo assistente e gli affidò una missione che sembrava impossibile: scappare dalla flotta inglese e avvertire i due vascelli e le due fregate che bloccano Madras di una flotta inglese superiore. "Tu probabilmente verrai preso durante il viaggio di andata o a quello di ritorno. Dopo 4 giorni di viaggio, incontrò il 64-gun HMS Spectre. Villaret eluse la nave nemica navigando in acque poco profonde, dove il suo nemico più grande e pesante non poteva seguirlo. Vicino a Madras, il Naïade combatté contro la nave inglese in una battaglia durata ben 5 ore; il Naiade alla fine perse e Villaret venne fatto prigioniero. Il capitano inglese rifiutò di accettare la spada di Villaret dicendo: "Sir, you have given us a fairly beautiful frigate, but you made us pay dearly for her!". Villaret fu fatto prigioniero ma il frastuono della battaglia aveva avvertito lo squadrone francese che scappò. Villaret venne liberato nel 1783 in uno scambio di prigionieri e venne nominato Grand Cross dell'Ordine di San Luigi a luglio. Venne promosso a lieutenant de vaisseau nel 1784 per i suoi servigi alla nazione.

## Rivoluzione francese
A differenza della maggioranza degli ufficiali navali, Villaret non emigrò durante la Rivoluzione.
Nel 1791 gli fu affidato il commando della fregata La Prudente che doveva trasportare delle truppe a Saint-Domingue. Arrivando giusto prima della rivolta degli schiavi che diede inizio alla rivoluzione haitiana, aiutò il governatore a trasportare le truppe nell'isola.

## Glorioso Primo di Giugno
Per permettere di sfamare la popolazione francese affamata dalla carestia, il Direttorio organizzò un convoglio di 117 navi mercantili che portassero grano dagli Stati Uniti. Vista la vitalità del carico, velocemente a Brest si organizzò un convoglio militare di scorta, agli ordini di Villaret. Issata la sua bandiera sul vascello da 120 cannoni Montagne, la flotta francese salpò incontro al convoglio forte di 26 navi di linea e 17 fregate. 
La Royal Navy a sua volta cercò di intercettare il convoglio con una squadra al comando dell'ammiraglio Howe con 25 navi di linea. A dispetto della leggera inferiorità numerica, la flotta inglese godeva di una netta superiorità in fatto di addestramento e materiali bellici. Viceversa la flotta rivoluzionaria francese era composta da equipaggia raccogliticci e poco addestrati, e anche i cannoni erano inferiori a quelli inglesi. Inoltre Villaret è costretto a portarsi a bordo André Jeanbon Saint André come commissario politico, il che limiterà le sue possibilità d'azione.
Le due squadre da battaglia nemiche si avvistarono il 25 maggio, ma il primo ingaggio poté avvenire solo il 28 maggio, e solo al retroguardia francese fu impegnata. Seguirono due giorni di manovre e di nebbia che evitarono ulteriori contatti a fuoco e consentirono a Villaret di allontanare le navi inglese dal prezioso carico di grano trasportato dai mercantili.
Solo il 1° di giugno Howe riuscì a portarsi d'appresso a Villaret e ad ingaggiarlo in combattimento. Nonostante il coraggio dei marinai francesi, gli inglesi catturarono o affondarono sette navi nemiche, pur riportando seri danni. Howe stesso dovette rompere quindi il contatto, e a ritirarsi. Villaret avrebbe quindi la possibilità di riprendersi i suoi vascelli catturati dagli inglesi, ma André Jeanbon Saint André lo obbliga a rientrare a Brest, considerato che il ruolo della flotta è quello di proteggere il convoglio del grano.
La vittoria tattica va quindi attribuita ad Howe, ma l'ammiraglio francese Villaret riuscì a far giungere tutte le navi del convoglio in Francia, conseguendo il risultato strategico.

## Onorificenze
- Cavaliere dell'Ordine di San Luigi – 15 luglio 1783
- Cavaliere della Legione d'onore – 11 ottobre 1803
- Grande ufficiale della legione d'onore - 14 giugno 1804
- Grand Cordon della legione d'onore – 2 febbraio 1805